# 潘小傑
潘小傑（1949年10月1日—），江蘇徐州人，中國形意拳名家，中國武術八段。為国际武术联盟总会副总会长、国际宋式形意拳总会副主席、徐州市武协副主席。

## 生平
出生於徐州市的一个中医世家。1961年，拜形意拳、八卦掌传人錢樹樵為師。1995年8月，在首届国际形意拳交流大会（於河北深州举行）上，获得拳术一等奖、器械一等奖。後來潘小傑又拜山西宋氏形意拳传人宋光华为师，学习宋氏形意拳。
2002年，发起创办徐州武当拳法研究中心。從2006年開始參與策划中央电视台節目《武林大会》，2010年2月1日擔任《武林大會》的總裁判長。2015年晉升中國武術八段。

## 榮譽
- 2010年11月，在武当山国际武术健康大会上被世界文化科学研究院、世界武术家评审委员会授予“世界十大武术名家”的称号[2]。
- 2013年，獲頒世界武术终身成就奖[6][7]。

## 外部連結
- 《体育在线》 20141023 体验真功夫 威武形意